# A Kecskeméti TE 2005–2006-os szezonja
A Kecskeméti TE a 2005/2006-os szezonban az NB II Keleti csoportjában szerepelt és végül a 9. helyen végzett.

## Bajnoki mérkőzések
| Színmagyarázat | Színmagyarázat |
| -------------- | -------------- |
|                | Győzelem.      |
|                | Döntetlen.     |
|                | Vereség.       |

### Őszi fordulók
| 1. forduló 2005. augusztus 7. |

| Bőcs KSC | 2 – 1 | Kecskeméti TE |
| -------- | ----- | ------------- |
|          |       | Sinkó B.      |

| Bőcs |

| 2. forduló 2005. augusztus 13. |

| Kazincbarcikai SC | 1 – 2 | Kecskeméti TE |
| ----------------- | ----- | ------------- |
|                   |       | Tóth          |

| Kazincbarcika |

| 3. forduló 2005. augusztus 20. |

| Orosháza FC | 2 – 2 | Kecskeméti TE |
| ----------- | ----- | ------------- |
|             |       | Balla Tóth    |

| Orosháza |

| 4. forduló 2005. augusztus 27. |

| Kecskeméti TE              | 2 – 2 | Soroksár FC |
| -------------------------- | ----- | ----------- |
| Potemkin Balla tizenegyes' |       |             |

| Széktói Stadion, Kecskemét |

| 5. forduló 2005. szeptember 4. |

| ESMTK | 2 – 4 | Kecskeméti TE  |
| ----- | ----- | -------------- |
|       |       | Potemkin Balla |

| Budapest |

| 6. forduló 2005. szeptember 17. |

| Kecskeméti TE | 0 – 2 | Karcagi SE |
| ------------- | ----- | ---------- |
|               |       |            |

| Széktói Stadion, Kecskemét |

| 7. forduló 2005. szeptember 24. |

| Budafoki LC | 0 – 0 | Kecskeméti TE |
| ----------- | ----- | ------------- |
|             |       |               |

| Budapest |

| 8. forduló 2005. augusztus 27. |

| Kecskeméti TE | 1 – 1 | Makó FC |
| ------------- | ----- | ------- |
| Kása          |       |         |

| Széktói Stadion, Kecskemét |

| 9. forduló 2005. október 9. |

| Vecsési FC | 2 – 1 | Kecskeméti TE |
| ---------- | ----- | ------------- |
|            |       | Tóth          |

| Vecsés |

| 10. forduló 2005. október 22. |

| Baktalórántháza VSE | 3 – 0 | Kecskeméti TE |
| ------------------- | ----- | ------------- |
|                     |       |               |

| Baktalórántháza |

| 11. forduló 2005. október 29. |

| Dunakanyar-Vác | 1 – 1 | Kecskeméti TE |
| -------------- | ----- | ------------- |
|                |       | Tóth          |

| Ligeti Stadion, Vác |

| 12. forduló 2005. november 5. |

| Kecskeméti TE | 1 – 5 | Jászapáti VSE |
| ------------- | ----- | ------------- |
| Tóth          |       |               |

| Széktói Stadion, Kecskemét |

| 13. forduló 2005. november 12. |

| Nyíregyháza Spartacus | 7 – 1 | Kecskeméti TE |
| --------------------- | ----- | ------------- |
|                       |       | Kurucsai      |

| Nyíregyháza Városi Stadion, Nyíregyháza |

| 14. forduló 2005. november 19. |

| Kecskeméti TE | 1 – 1 | Szolnoki MÁV |
| ------------- | ----- | ------------ |
| Balla         |       |              |

| Széktói Stadion, Kecskemét |

### Tavaszi fordulók
| 15. forduló 2006. március 18. |

| Kecskeméti TE | 1 – 1 | Orosháza FC |
| ------------- | ----- | ----------- |
| Balla         |       |             |

| Széktói Stadion, Kecskemét |

| 16. forduló 2006. március 25. |

| Soroksár FC | 2 – 1 | Kecskeméti TE |
| ----------- | ----- | ------------- |
|             |       | Kása          |

| Budapest |

| 17. forduló 2006. április 1. |

| Kecskeméti TE | 1 – 0 | ESMTK |
| ------------- | ----- | ----- |
| Kása          |       |       |

| Széktói Stadion, Kecskemét |

| 18. forduló 2006. április 9. |

| Karcagi SE | 1 – 2 | Kecskeméti TE |
| ---------- | ----- | ------------- |
|            |       | Tóth Némedi   |

| Karcag |

| 19. forduló 2006. április 10. |

| Kecskeméti TE | 3 – 0 | Budafoki LC |
| ------------- | ----- | ----------- |
| Tóth Kása     |       |             |

| Széktói Stadion, Kecskemét |

| 20. forduló 2006. április 16. |

| Makó FC | 2 – 3 | Kecskeméti TE |
| ------- | ----- | ------------- |
|         |       | Barna Némedi  |

| Makó |

| 21. forduló 2006. április 22. |

| Kecskeméti TE | 1 – 1 | Vecsési FC |
| ------------- | ----- | ---------- |
| Kása          |       |            |

| Széktói Stadion, Kecskemét |

| 22. forduló 2006. április 26. |

| Kecskeméti TE          | 4 – 1 | Bőcs KSC |
| ---------------------- | ----- | -------- |
| Balla Tóth Dabasi Kása |       |          |

| Széktói Stadion, Kecskemét |

| 23. forduló 2006. május 6. |

| Kecskeméti TE                 | 4 – 1 | Baktalórántháza VSE |
| ----------------------------- | ----- | ------------------- |
| Dabasi Tóth Kislőrinc Halászi |       |                     |

| Széktói Stadion, Kecskemét |

| 24. forduló 2006. május 10. |

| Kecskeméti TE            | 2 – 1 | Kazincbarcikai SC |
| ------------------------ | ----- | ----------------- |
| Balla tizenegyes' Némedi |       |                   |

| Széktói Stadion, Kecskemét |

| 25. forduló 2006. május 13. |

| Kecskeméti TE | 1 – 1 | Dunakanyar-Vác |
| ------------- | ----- | -------------- |
| Kurucsai      |       |                |

| Széktói Stadion, Kecskemét |

| 26. forduló 2006. május 21. |

| Jászapáti VSE | 2 – 2 | Kecskeméti TE  |
| ------------- | ----- | -------------- |
|               |       | Kurucsai Balla |

| Jászapáti |

| 27. forduló 2006. május 27. |

| Kecskeméti TE | 2 – 3 | Nyíregyháza Spartacus |
| ------------- | ----- | --------------------- |
| Dabasi Balla  |       |                       |

| Széktói Stadion, Kecskemét |

| 28. forduló 2006. június 4. |

| Szolnoki MÁV | 2 – 2 | Kecskeméti TE |
| ------------ | ----- | ------------- |
|              |       | Szabó Tóth    |

| Tiszaligeti stadion, Szolnok |

### A csapat teljesítménye
A KTE összesen 30 bajnoki mérkőzést játszott a 2006–2007-es szezonban. A csapat szempontjából 9-11-8 győzelem, döntetlen és vereség lett a mérleg, 46 rúgott és 49 kapott góllal. Az így megszerzett 38 pont a 9. helyet jelentette a tabellán.

### Végeredmény
| #   | Csapat                   | M  | GY | D  | V  | G+ – G– | GK  | P  | Megjegyzések                                           |
| --- | ------------------------ | -- | -- | -- | -- | ------- | --- | -- | ------------------------------------------------------ |
| 1.  | Dunakanyar-Vác FC        | 28 | 18 | 7  | 3  | 60–25   | +35 | 61 | 2006–2007-es magyar labdarúgó-bajnokság (első osztály) |
| 2.  | Szolnoki MÁV FC          | 18 | 12 | 3  | 3  | 45–23   | +22 | 39 |                                                        |
| 3.  | Jászapáti VSE            | 28 | 15 | 10 | 3  | 54–34   | +20 | 55 |                                                        |
| 4.  | Makó FC                  | 28 | 13 | 8  | 7  | 44–34   | +10 | 47 |                                                        |
| 5.  | Nyíregyháza Spartacus FC | 28 | 12 | 9  | 7  | 48–30   | +18 | 45 |                                                        |
| 6.  | Soroksár SC              | 28 | 13 | 6  | 9  | 44–34   | +10 | 45 |                                                        |
| 7.  | Bőcs KSC                 | 28 | 13 | 5  | 10 | 39–40   | −1  | 44 | -1 pont                                                |
| 8.  | Kazincbarcikai SC        | 28 | 11 | 5  | 12 | 46–44   | +2  | 38 |                                                        |
| 9.  | Kecskeméti TE            | 28 | 9  | 11 | 8  | 46–49   | −3  | 38 |                                                        |
| 10. | Orosháza FC              | 28 | 9  | 9  | 10 | 51–46   | +5  | 36 |                                                        |
| 11. | Baktalórántháza VSE      | 28 | 9  | 8  | 11 | 41–37   | +4  | 35 |                                                        |
| 12. | Vecsési FC               | 28 | 8  | 4  | 16 | 34–53   | −19 | 28 |                                                        |
| 13. | Karcagi SE               | 28 | 8  | 4  | 16 | 36–63   | −27 | 28 |                                                        |
| 14. | Budafoki LC              | 28 | 7  | 6  | 15 | 30–50   | −20 | 27 | NB III                                                 |
| 15. | ESMTK                    | 28 | 3  | 2  | 23 | 20–76   | −56 | 11 | NB III                                                 |
| 16. | Szentesi Kinizsi TE      | 0  | 0  | 0  | 0  | 0–0     | 0   | 0  | Visszalépett                                           |

Utolsó frissítés: 2006. június 16. 
Forrás: MLSZ 
A rangsorolás alapszabályai: 1. összpontszám, 2. győzelmek száma, 3. egymás elleni eredmények összpontszáma,  4. egymás elleni eredmények gólkülönbsége, 5. egymás elleni eredmények szerzett góljainak száma 6. gólkülönbség, 7. szerzett gólok száma.
(B): Bajnokcsapat, (K): Kieső csapat, (F): Feljutó csapat, (I): Kupainduló, (R): A rájátszás győztese, (KGY): Kupagyőztes

#### Eredmények összesítése
Az alábbi táblázatban összesítve szerepelnek a Kecskeméti TE 2005/06-os bajnokságban elért eredményei.
| Ősz/tavasz (forduló)    | Otthon | Otthon | Otthon | Otthon | Otthon | Otthon | Otthon | Idegenben | Idegenben | Idegenben | Idegenben | Idegenben | Idegenben | Idegenben |
| Ősz/tavasz (forduló)    | M      | GY     | D      | V      | LG–KG  | GK     | P      | M         | GY        | D         | V         | LG–KG     | GK        | P         |
| ----------------------- | ------ | ------ | ------ | ------ | ------ | ------ | ------ | --------- | --------- | --------- | --------- | --------- | --------- | --------- |
| Őszi szezon (1–14.)     | 5      | 0      | 3      | 2      | 5–11   | –6     | 3      | 9         | 2         | 3         | 4         | 12–20     | –8        | 9         |
| Tavaszi szezon (15–28.) | 9      | 5      | 3      | 1      | 19–9   | +10    | 18     | 5         | 2         | 2         | 1         | 10–9      | +1        | 8         |
| Összesen (1–30.)        | 14     | 5      | 6      | 3      | 24–20  | +4     | 21     | 14        | 4         | 5         | 5         | 22–29     | –7        | 17        |

## Magyar kupa
A Kecskeméti TE az első fordulóban kezdte meg a szereplését a Magyar kupában. Az első mérkőzését a Méhkerék SE ellen megnyerte, majd a Felsőpakonytól szenvedett vereséget.
| 1. forduló 2005. augusztus |

| Méhkeréki SE | 1 – 5 | Kecskeméti TE |
| ------------ | ----- | ------------- |
|              |       |               |

| Méhkerék |

| 2. forduló 2005. szeptember 10. |

| Felsőpakony SE | 3 – 1 | Kecskeméti TE |
| -------------- | ----- | ------------- |
|                |       |               |

| Felsőpakony |